# Márkus Lajos
Márkus Lajos (Kassa, 1902. február 21. – ?, 1980. augusztus 25.) magyar színész.

## Életútja
Márkus Lajos és Peintler Irén fiaként született. 1923-ban végzett az Országos Színészegyesület színiiskolájában, ezután a Fővárosi Operettszínházban lépett színpadra. 1925-től Mariházy Miklós gyöngyös–kispesti színtársulatnak volt tagja. 1926-tól Pápán, valamint Kispesten szerepelt, 1927-től Kecskeméten, Nagykőrösön és Cegléden láthatta a közönség. 1927 őszén Miklósy Imre hívására került az újpesti színházhoz egy évadra, majd 1928–29-ben Kaposvárott, 1929–30-ban a Pécsi Nemzeti Színházban szerepelt. 1930-ban Kovács Imre Bukaresti Magyar Színházában, 1931–32-ben és 1938–39-ben Debrecenben, 1932-től 1936-ig Szegeden játszott. 1937–38-ban Erdélyi Mihály budapesti színházaiban, 1940-től a Városi Színházban, 1941–42-ben Pécsett, 1942–43-ban újból Szegeden lépett fel, majd 1944-ben tagja lett a Kassai Nemzeti Színháznak. 1945-ben az igazolóbizottság négy évre eltiltotta. 1957-től 1963-ig az Állami Déryné Színház művésze volt. Bonvivánként nagy sikerei voltak.

### Magánélete
Felesége Sárvay Rozália színésznő volt, akit 1927. február 21-én vett feleségül Kecskeméten.

## Fontosabb színházi szerepei
- William Shakespeare: A makrancos hölgy... Tudós
- William Shakespeare: Rómeó és Júlia... Escalus
- Katona József: Bánk bán... Simon bán
- Radó Sándor: Régi jó Budapest... Gróf Waldhausen
- Tabi László: Esküvő... Dr. Baranyai-Burger Antal
- Tabi László: Különleges világnap... Dr. Nagybercsényi Ödön
- ifj. Johann Stauss: A denevér... Eisenstein
- Gioachino Rossini: A sevillai borbély... Jegyző
- Kálmán Imre: Ördöglovas... Gróf Sándor Móric
- Jacobi Viktor: Sybill... Futár
- Farkas Ferenc: Csínom Palkó... Langer
- Berté Henrik: Három a kislány... Karmester
- Selmeczi Elek: Örvény... Dr. Richtmann

## Filmszerepei
- Az iglói diákok (1934) – Holéczy Pista, diák
- A nagymama (1935) – Örkényi Kálmán
- Föltámadott a tenger (1953)